# Eyes (televisieserie)
Eyes is een Amerikaanse televisieserie over de firma Judd Risk Management dat in haar speurtocht naar personen en misdaden net dat stapje verder gaat, daar waar de wet stopt. De serie is te zien op de Belgische zender 2BE.

## Acteurs
- Tim Daly als Harlan Judd
- Troy Tackett als Computer Hacker
- Mark Famiglietti als Tim Smits
- Garcelle Beauvais als Nora Gage
- Eric Mabius als Jeff McCann
- A.J. Langer als Meg Bardo
- Laura Leighton als Leslie Town
- Rick Worthy als Chris Didion
- Natalie Zea als Trish Agermeyer
- Gregg Henry als Clay Burgess
- Nellie Sciutto als Assistant District Attorney / ...
- Linden Ashby als Michael Tobin
- Joe Michael Burke als Scott Ward
- Lochlyn Munro als Eric Paulsen